# Teddington Lock

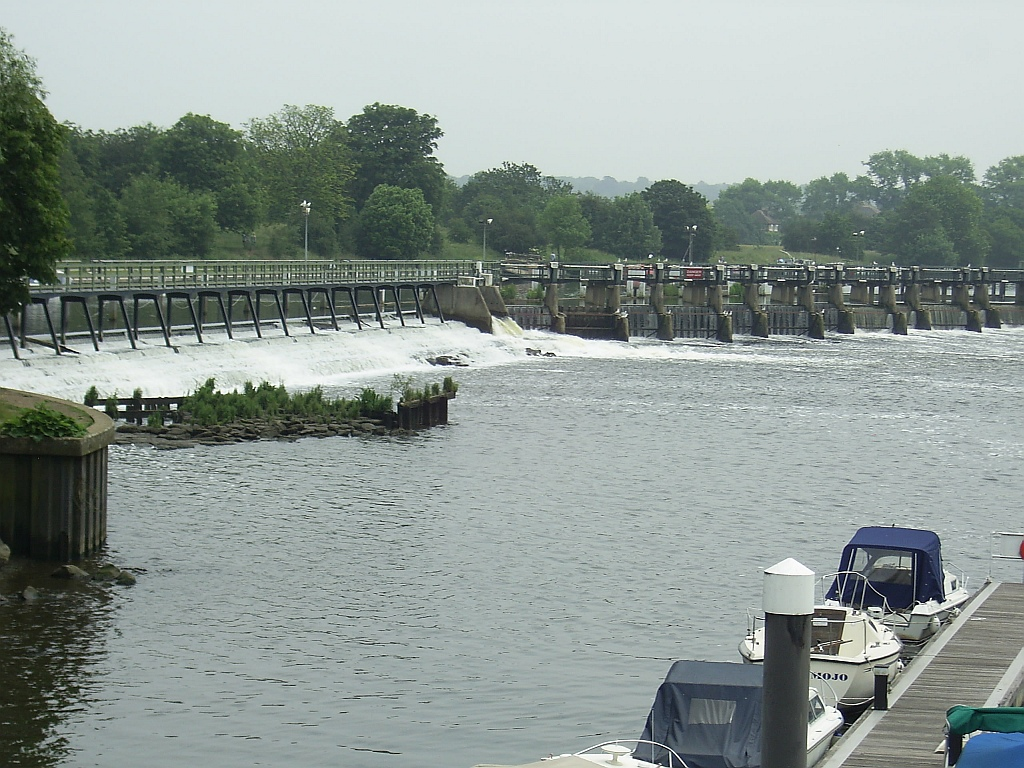
Das Wehr

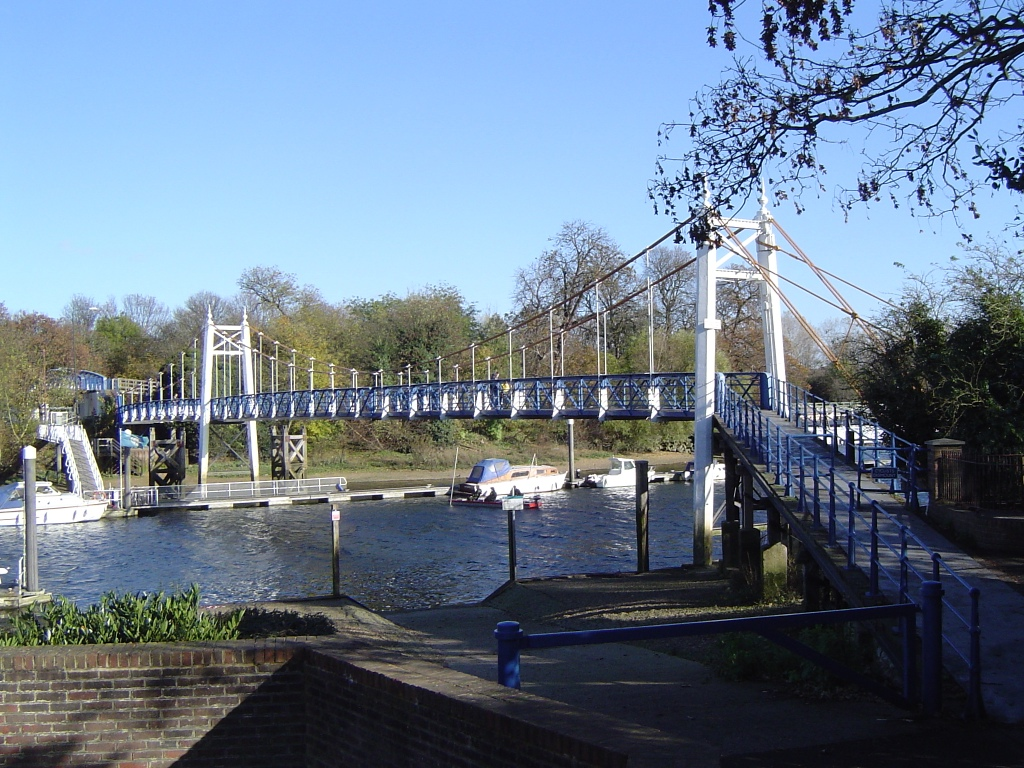
Die Hängebrücke

Teddington Lock ist der Name einer Schleuse und eines Wehrs am Fluss Themse in London. Über das Wehr führen zwei Brücken für Fußgänger, die die Stadtteile Teddington und Ham, beide im Stadtbezirk London Borough of Richmond upon Thames gelegen, miteinander verbinden.
Es ist der am weitesten landeinwärts liegende Punkt der Themse, an dem die Gezeiten der Nordsee sich noch bemerkbar machen. Hier endet auch der Zuständigkeitsbereich der Hafenbehörde Port of London Authority. Die Schleuse selbst fällt in die Zuständigkeit des Environment Agency, das auch sämtlichen Schiffsverkehr weiter flussaufwärts überwacht.
Der Bau der ältesten Schleuse begann 1810 und war 1812 mit der Fertigstellung des Wehrs abgeschlossen. Die aus Baumstämmen errichtete Schleuse wurde 1825 repariert und zwischen 1858 und 1860 durch das Anlegen eines steinernen Fundaments neu gebaut. Damals wurde auch eine Skiffschleuse angefügt. 1869 kam eine Bootsrutsche hinzu. Zwischen 1904 und 1905 wurde schließlich die Schleuse für Lastkähne errichtet, die größte ihrer Art auf dem gesamten Fluss.
Zwischen 1887 und 1889 errichtete man auch zwei Fußgängerbrücken, eine Eisenträgerbrücke von Ham zur Schleuseninsel in der Flussmitte und eine Fußgängerhängebrücke von der Insel nach Teddington. Diese Verbindung wurde durch Spenden von Einwohnern und Unternehmern aus der Umgebung finanziert.
Flussaufwärts der Schleuse liegen die Inseln Raven’s Ait und Thames Ditton Island im Fluss. Die Flüsse The Rythe und River Mole münden in die Themse. Die nächste Schleuse flussaufwärts ist das Molesey Lock.
Die Schleuse ist der Schauplatz des Monty-Python-Sketchs Fish-Slapping Dance.